# Valamo kloster
Valamo kloster (finska: Valamon luostari; ryska: Валаа́мский монасты́рь; kyrkslaviska: Валаамскїй монасты́рь) är ett rysk-ortodoxt kloster beläget på ön Valamo i Ladogasjön, i ryska Karelen.
Klostret grundades någon gång mellan 900 och 1400. Gränsstrider i Karelen mellan svenska Finland och Ryssland samt mellan Finland och Sovjetunionen medförde återkommande vandalisering och förstörelse av klostret. Under vinterkriget 1939–1940 flyttade munkarna till Finland där de startade Valamo nya kloster. Efter Sovjetunionens upplösning återupptogs klosterverksamheten på gamla Valamo.

## Historik

### Från 900-talet till ryska revolutionen
Det är oklart när Valamo kloster grundades. Enligt legenden instiftades det på 900-talet av de grekisk-ortodoxa munkarna Sankt Sergius och Sankt Herman. Deras reliker ligger skyddade i Valamos berggrund under ett kapell.
De flesta forskare anser dock att klostret grundades på 1300-talet men troligen bodde munkar där innan dess. Klostret nämns i dokument först på 1500-talet. Enligt ett dokument anlades det under ärkebiskop Ioann II av Novgorods ämbetstid (1388–1415). Klostret i Valamo i Karelen var den östortodoxa kyrkans nordligaste utpost.
Under medeltiden attackerades Valamo flera gånger av de romersk-katolska svenskarna, men vid slutet av 1300-talet kom en lugnare period och under två sekler var klostret religiöst vitalt och materiellt rikt. Till klostret hörde 12 ”sketen” och oräkneliga hemman, salterier, biodlingar och fiskehamnar i Valamos skärgård. 
1578 attackerades klostret åter av svenskarna (nu lutheraner) som dödade munkar och noviser och därefter brände ner byggnaderna. Klostret återuppbyggdes men 1611 angrep svenskarna igen.
Efter fredsavtalet mellan Sverige och Ryssland 1617 tillföll området svenskarna. Under det kommande seklet fanns på Valamo några bondgårdar men inget verksamt kloster. Dock byggde skärgårdsborna ett kapell över helgonens relikgrav.

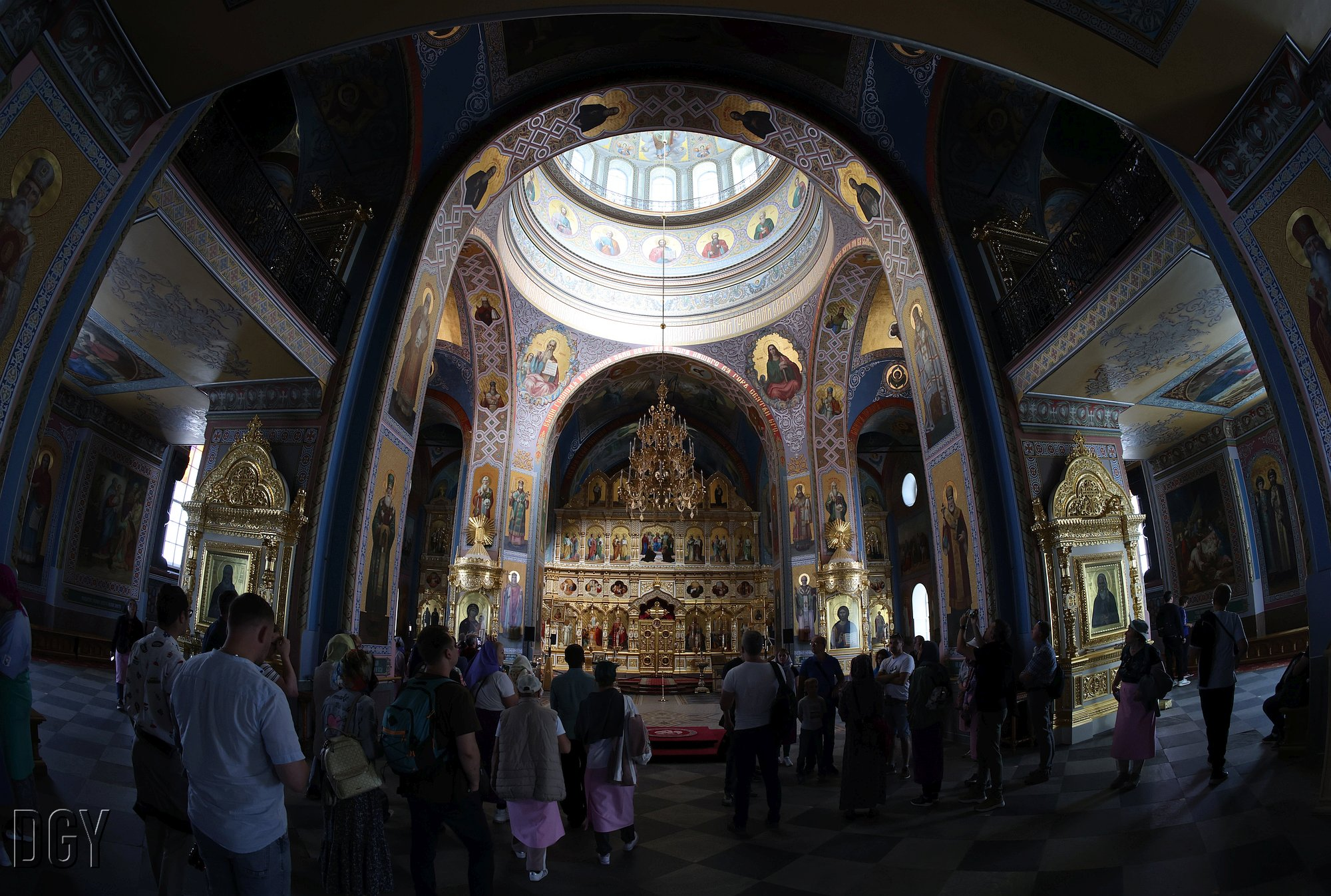
Kloster-katedralens interiör mot dess ikonostas.

Vid fredsöverenskommelsen efter det Stora nordiska kriget 1721 återgick denna del av Karelen till Ryssland och Peter den store initierade en återuppbyggnad av klostret. En Kristi förklaringskyrka av trä byggdes. Ett par större bränder vid seklets mitt ödelade dessvärre träkyrkan och flera träkapell på ön. Efter denna tragedi byggdes en ny uppenbarelsekyrka och en katedral med fem kupoler.
På 1800-talet var Valamo ett av de viktigaste klostren i Ryssland och besöktes flera gånger av tsarerna. Under abboten Damsikins tid (1838–1881) anlades en mängd ”sketen” i Valamos skärgård och reguljär ångbåtstrafik infördes som förde tusentals pilgrimer till klostret. Flera nya byggnader uppfördes: Tsarens kapell ”Tsarskaja” 1865, en ny stor kadedral 1887 och ett kapell till den heliga Jungfruns ikon 1896.

### Efter revolutionen
Efter ryska revolutionen 1917 kom området att tillhöra den nya nationen Finland och klostret övertogs av den finsk-ortodoxa kyrkan. Under mellankrigstiden fanns på Valamo omkring 100 munkar, cirka 25 kvinnliga pilgrimer som arbetade i trädgården och på tvätteriet samt ett hundratal anställda skogsarbetare. Klostrets religiösa verksamhet var omfattande med bland annat östortodoxa kyrkomöten, tidningsutgivning, skola för pojkar och undervisning i ikonmåleri.
Klostret bombades upprepade gånger under vinterkriget 1939–1940 och munkarna evakuerades till säkerhet i Finland. Där kom de att i Heinävesi grunda Nya Valamo kloster.
Efter andra världskriget och under Sovjettiden lämnades klosterområdet i profana händer, missköttes och förföll. 1940 blev det en sovjetisk sjökrigsskola, 1949 förvandlades det till en kolchos och mellan 1952 och 1984 var det ett hem för krigsskadade soldater och åldringar. Valamos stora byggnader fördärvades och de tjugo träkapellen i skärgården förstördes (en del användes som brasved).
1979 kom Valamo att omfattats av den sovjetiska byggnadsminnesvården och ett museum samt turistcentrum inrättades i ett av de större ”sketena”.

### Efter Sovjets upplösning
År 1989, under Sovjetrysslands sönderfall, fick Leningrads östortodoxa biskopssäte rätt att använda Valamos katedral och några sketen. 
Hela Valamoområdet överläts 1991 till klostret. Den östortodoxa kyrkan påbörjade en omfattande restaurering, återupptog den religiösa verksamheten, och 2005 återinvigdes den restaurerade katedralen. I dag lever i Valamo omkring 250 munkar och noviser. Klostret har en känd manskör som turnerar världen runt och samlar in pengar till klostrets omvårdnad.

## Galleri

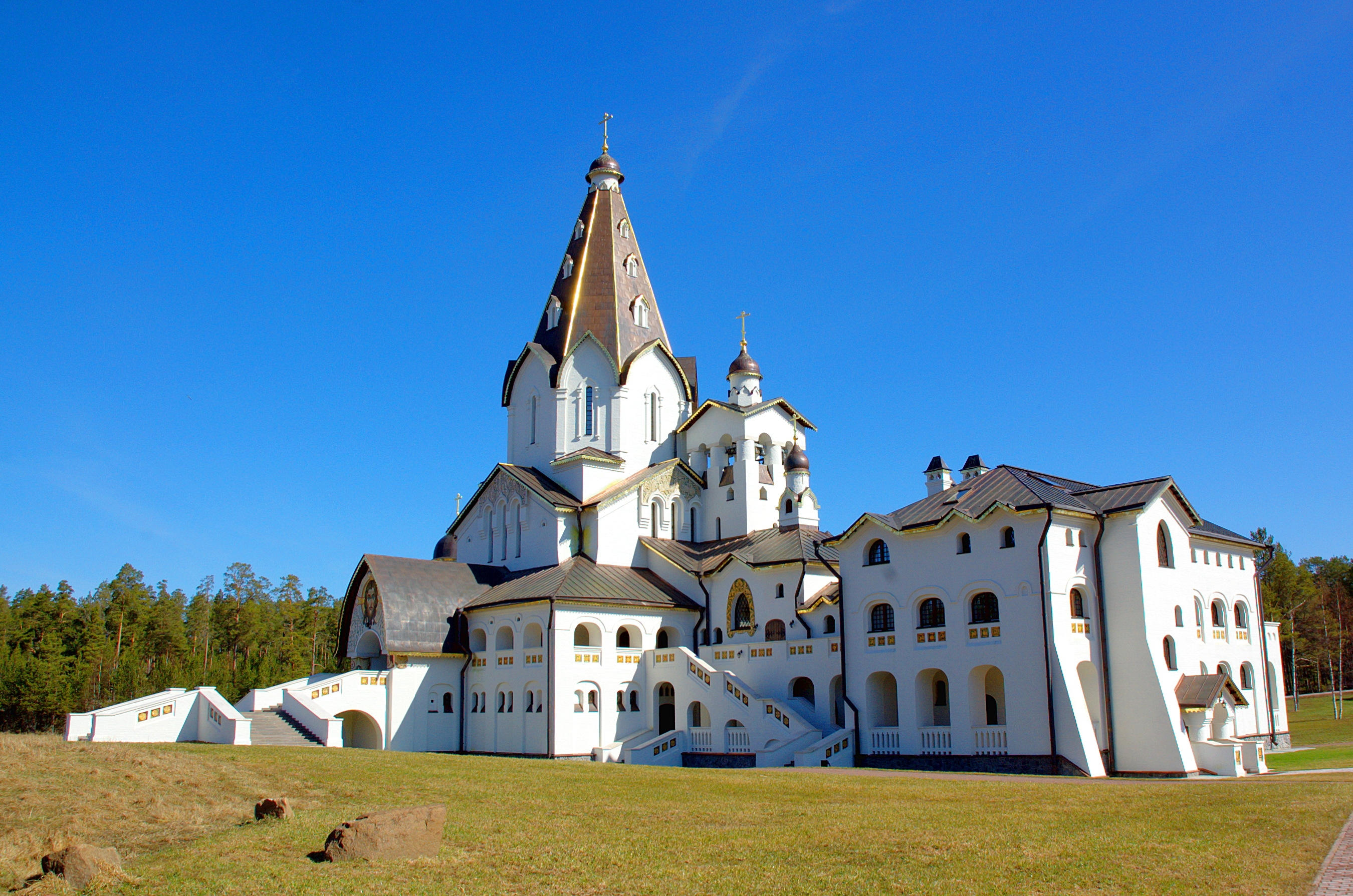
Sankt Vladimirs skete.
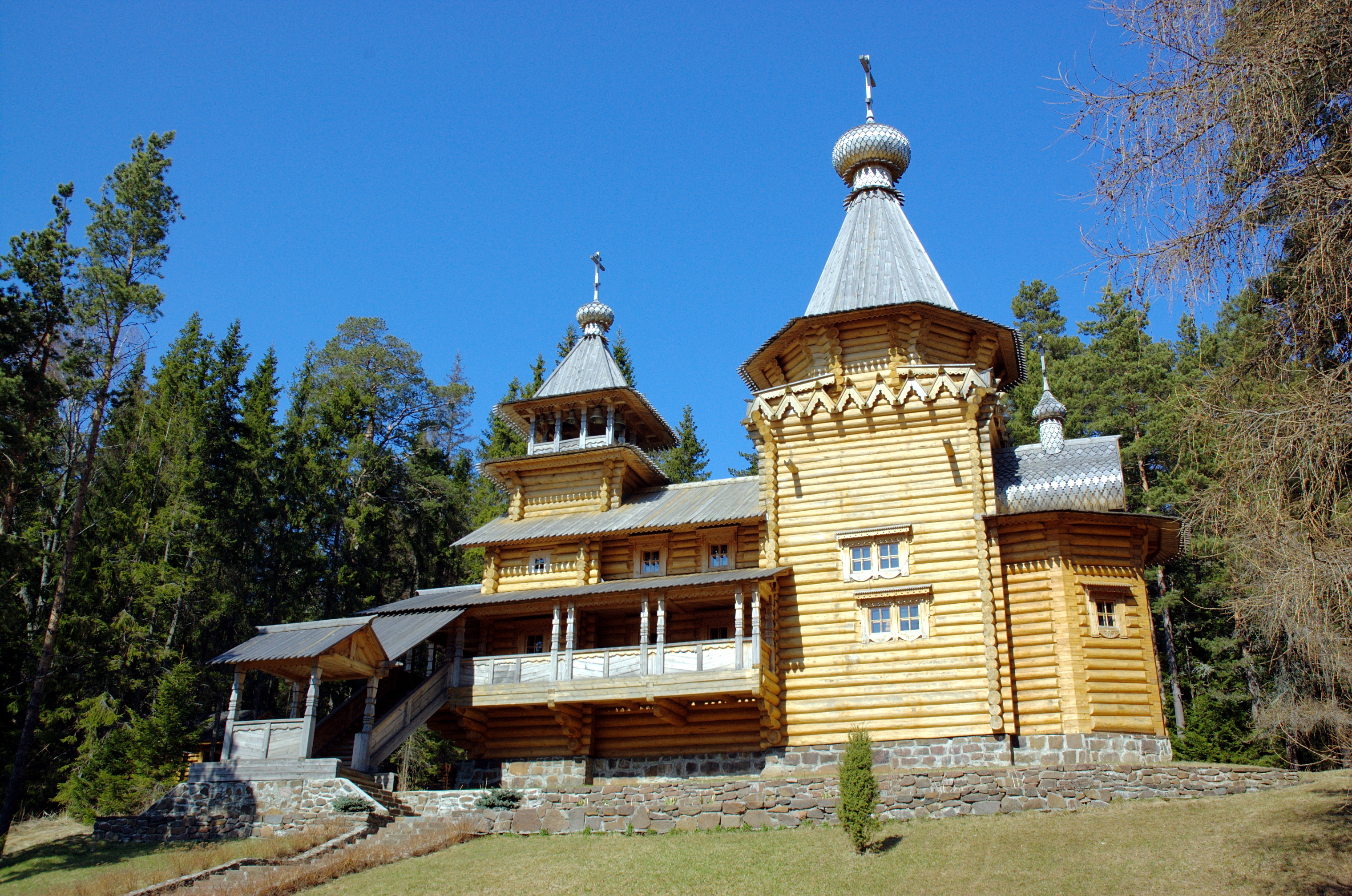
Sankt Elias skete.
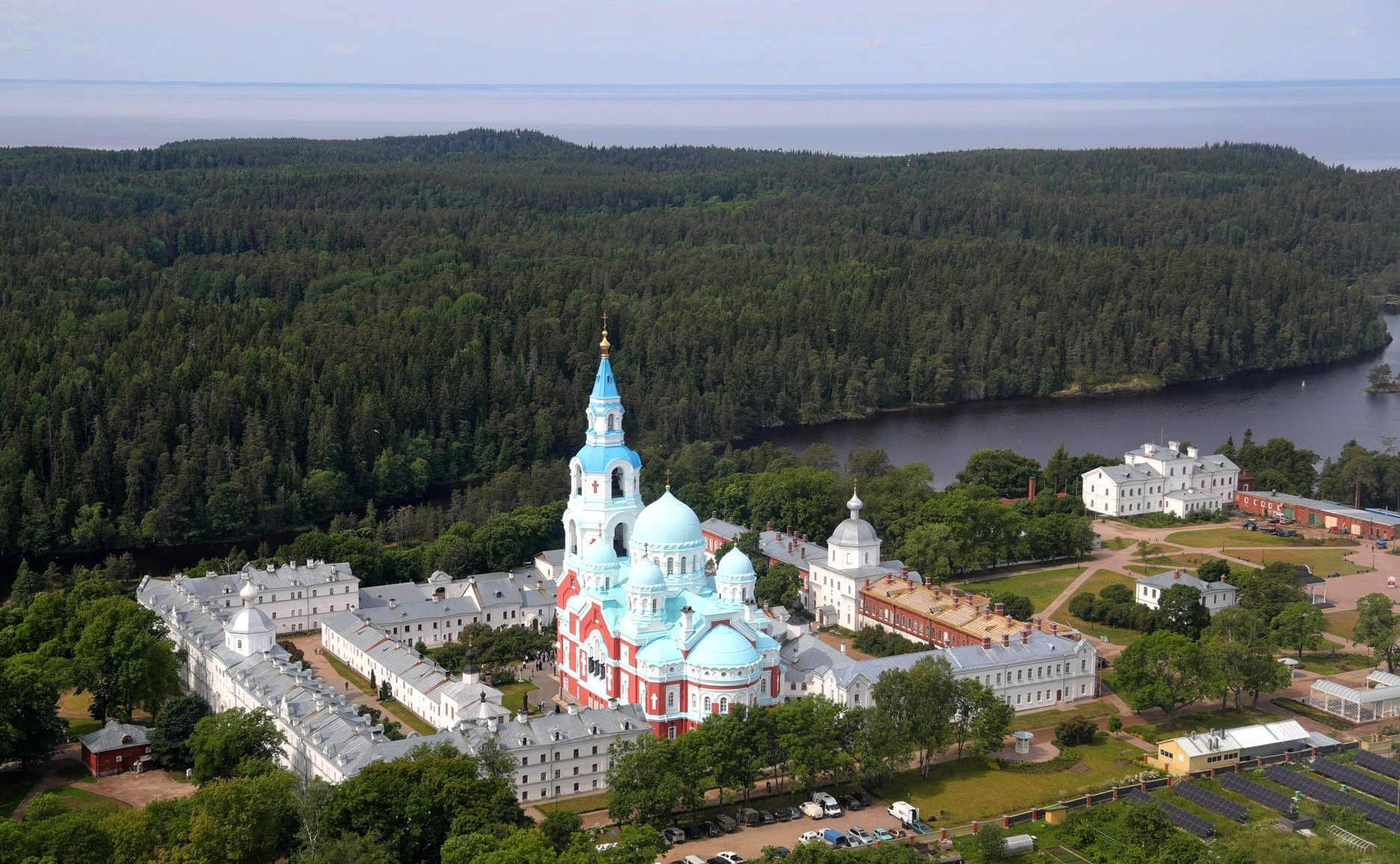
Huvudklostret i Valamo.
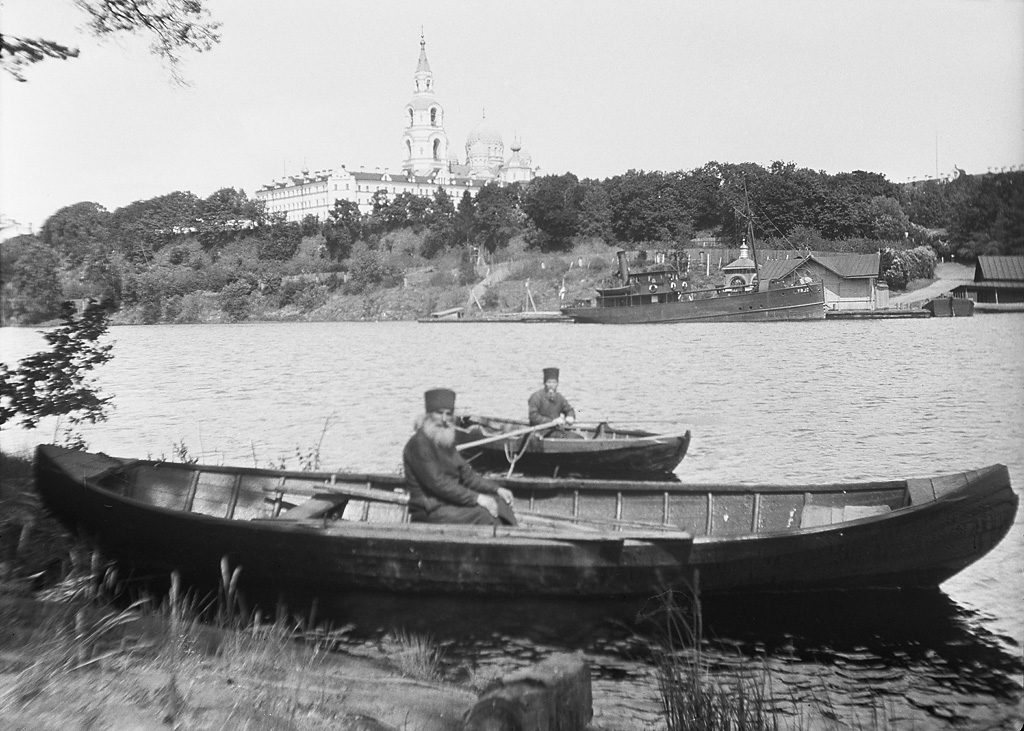
Munkar i roddbåtar på sjön Ladoga, i bakgrunden syns klostret (ca 1930).
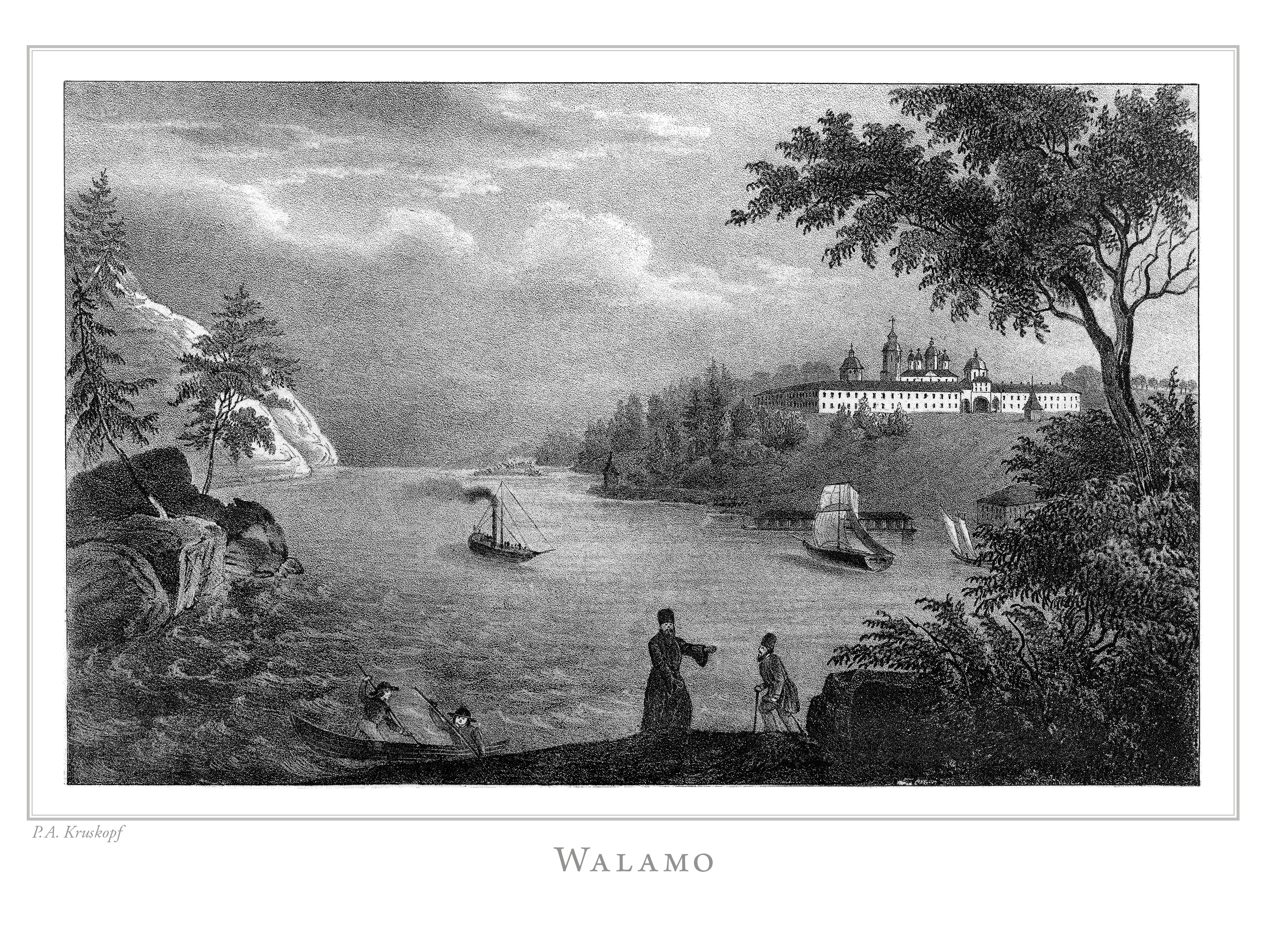
Litografi i Finland framstäldt i teckningar utgiven 1845 - 1852.
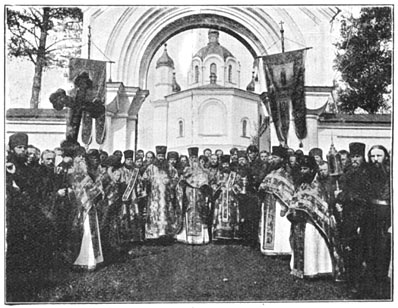
Östortodoxa präster framför kyrkan i Valamo (1906).
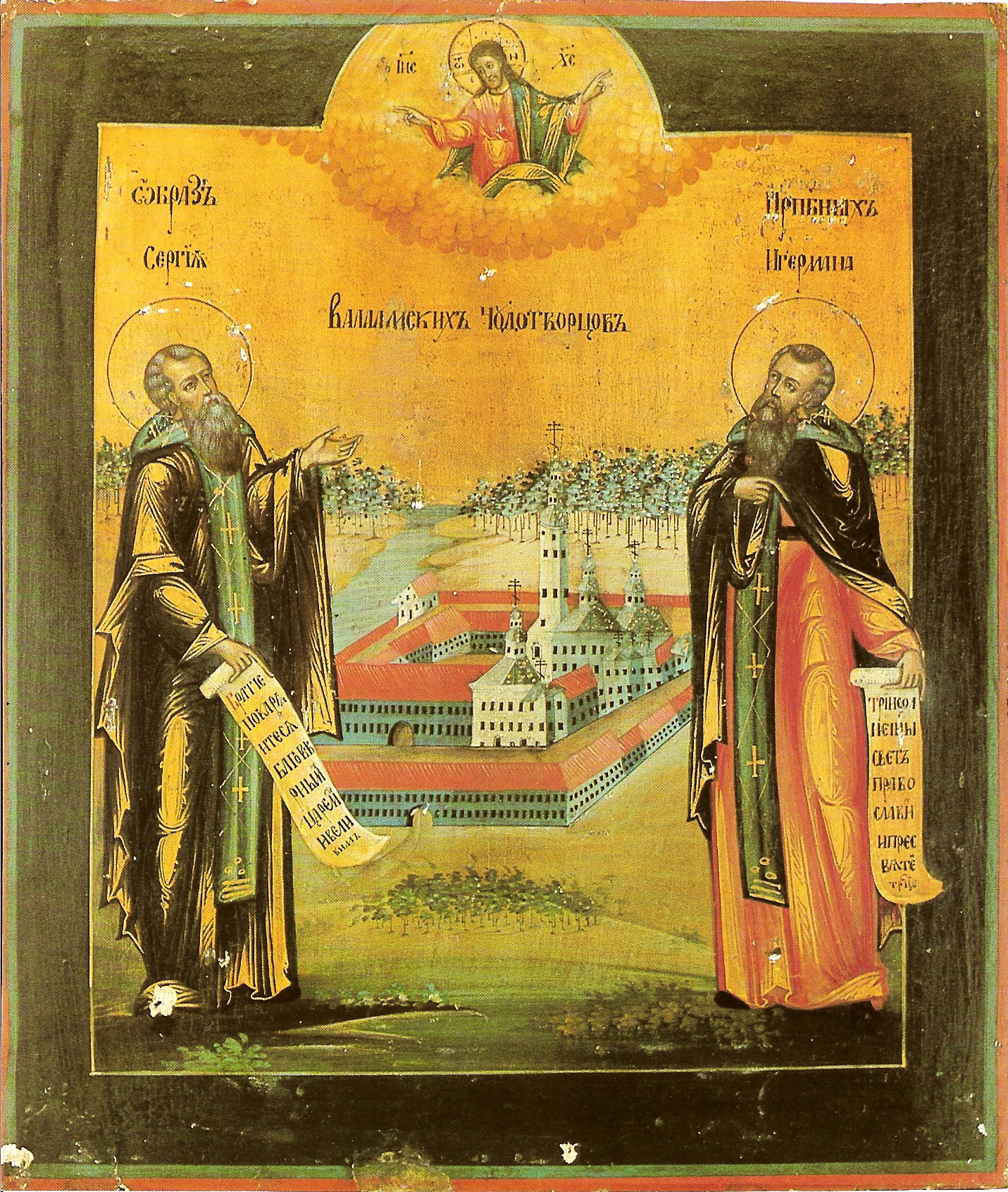
Ikon från Valamo föreställande Sankt Sergius och Sankt Herman.